# Carnonacae

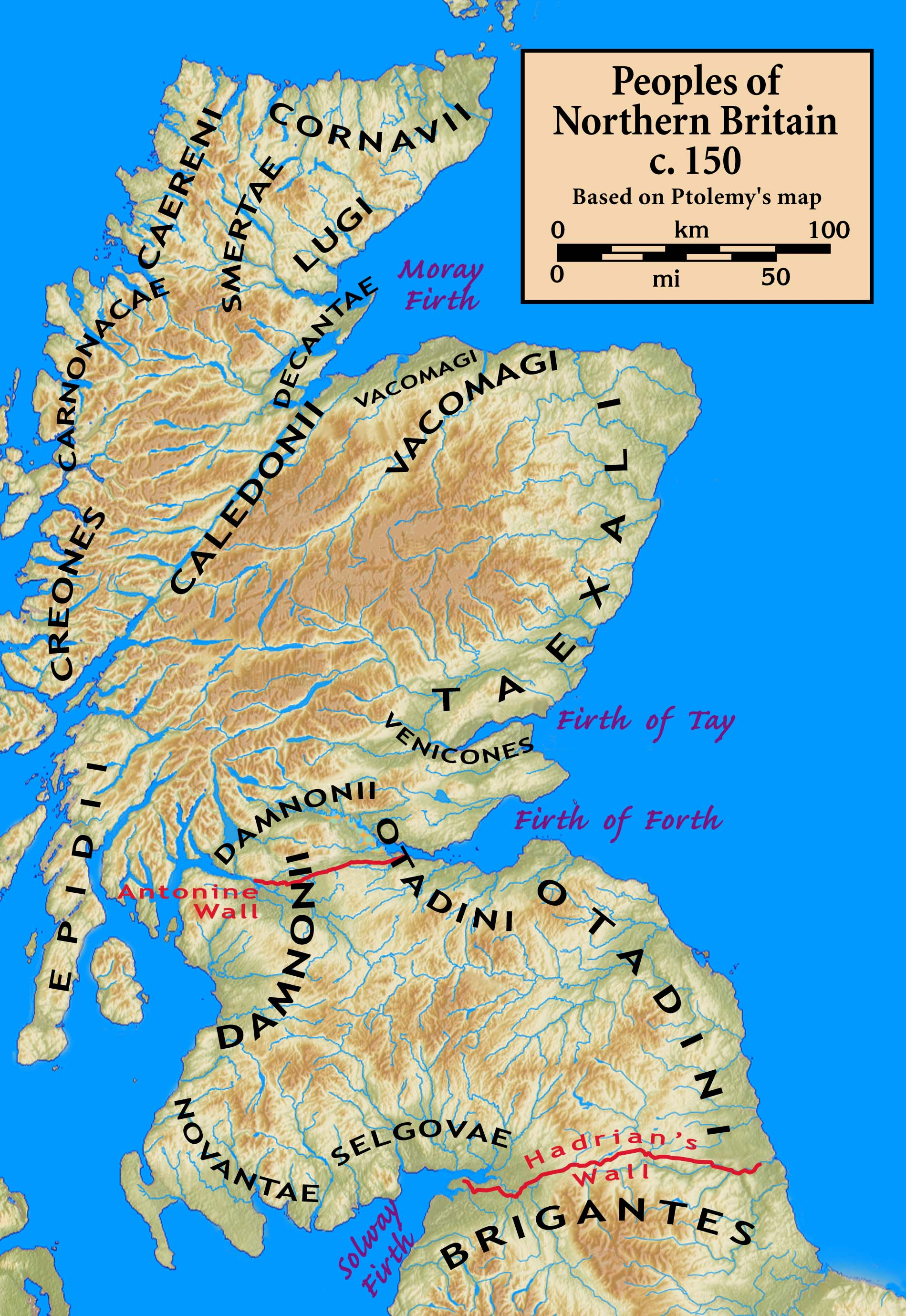
Keltische Stämme in Schottland

Die Carnonacae waren ein keltischer Stamm im Norden Schottlands, der nur aus Ptolemäus Geographia bekannt ist. Aus ihrer allgemeinen Beschreibung und der Lage ihrer Nachbarstämme lässt sich schließen, dass sie die Westküste des heutigen Ross-shire bewohnten. Ptolemäus nennt keine ihrer Städte oder Hauptsiedlungsorte.

## Quelle
- Claudius Ptolemäus, Geographia, 2. Buch, 2. Kapitel: Albion island of Britannia, LacusCurtius website der University of Chicago, 2008, abgerufen am 23. April 2010